# Río Puyallup

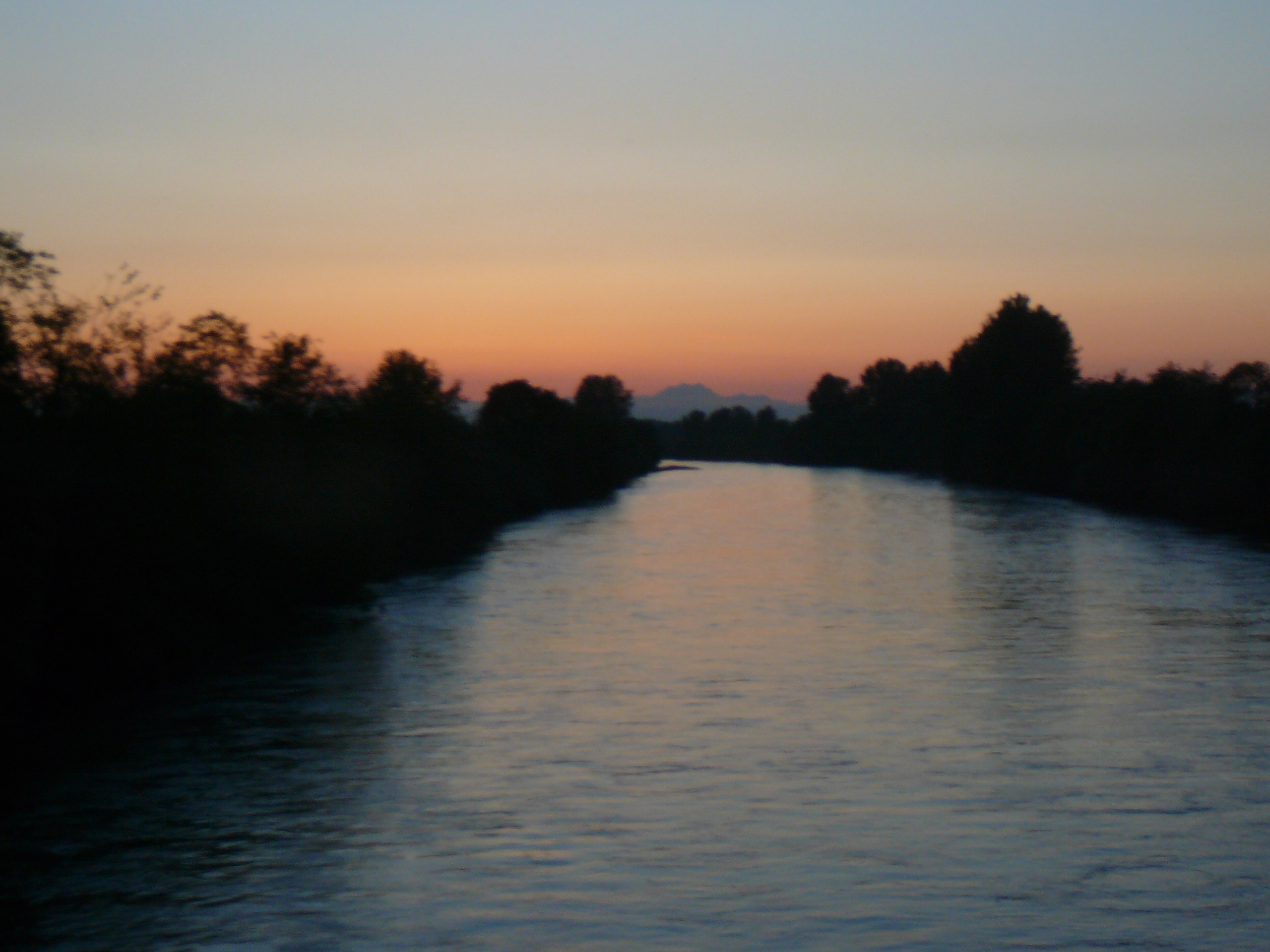
Vista del río Puyallup entre River Road y North Levee Road (el río separa Fife de Tacoma)

El río Puyallup es un río en el condado de Pierce, que está situado en el estado de Washington en los Estados Unidos. Tiene 72 km de largo y nace sobre unos glaciares que están en el lado oeste del monte Rainier. Fluye generalmente hacia el noroeste y desemboca en el estrecho de Puget en Commencement Bay. El río y sus afluentes drenan una superficie aproximada de 2455 km² en el condado de Pierce y en el sur del condado de King.
La cuenca del río es geológicamente la más joven de la región del estrecho de Puget. Fue formada por una serie de lahares hace unos 5600 años. Cabe también destacar, que los aproximadamente 150 000 habitantes del valle seguirán estando también amenazados por lahares en el futuro. Por este motivo, el Servicio Geológico de Estados Unidos ha instalado en esa región un sistema de alerta temprana.

## Curso
El origen del río Puyallup está en dos afluentes, el río North Puyallup y el río South Puyallup. El origen de ambos está en glaciares del monte Rainier. El río North Puyallup se origina en el pie del glaciar Puyallup, mientras que el río South Puyallup se origina en el glaciar Tahoma. Ambas corrientes fluyen a través de la parte occidental del parque nacional del Monte Rainier y se unen justo fuera de los límites de ese parque para así formar el río Puyallup propiamente dicho.
La corriente principal del río Puyallup fluye al norte y al noroeste del monte Rainier. Un afluente, el río Mowich, que también se origina en glaciares del monte Rainier, fluye hacia el Puyallup desde el este. Debajo del afluente Mowich, el río Puyallup fluye a través de una región escarpada de montañas y estribaciones. El río está represado por la presa Electron Diversion, justo debajo del afluente Mowich. La presa desvía parte del río Puyallup hacia un largo canal que recorre varios kilómetros hasta Electron, donde el agua pasa a través de turbinas de una central hidroeléctrica antes de ser devuelta otra vez al río. El río Puyallup pasa a través de un desfiladero profundo y estrecho entre la presa Electron y la casa de máquinas de la central eléctrica.
Debajo de Electron, el río gira hacia el norte hasta Orting, donde el río Carbon llega al río desde el este. Al igual que el Mowich, el río Carbon se origina en un glaciar del Monte Rainier (el Glaciar Carbon). El Puyallup continúa su curso hacia el norte por debajo de Orting. En Sumner, al río Puyallup se une el río White, otro río alimentado por glaciares. En la confluencia con el río White, el río Puyallup gira hacia el noroeste y fluye hacia las ciudades de Puyallup y Fife y a través de la Reserva India Puyallup antes de desembocar en Commencement Bay en el puerto Tacoma, parte de la ciudad de Tacoma.
Los siguientes valores de corriente se midieron en Puyallup:
- Medio: 94 m³/s
- Máximo: 1.614 m³/s
- Mínimo: 11 m³/s

## Naturaleza
El río Puyallup y sus principales afluentes se originan en los glaciares del monte Rainier. Estos glaciares aportan de forma continuada sedimentos como lodo y grava a los ríos, formando así lechos de arena y grava. Los espesos depósitos de sedimentos en los lechos de los ríos reducen la capacidad de agua, lo que “hace” que el río serpentee y se inunde durante las corrientes altas. De esta manera el río Puyallup se convierte en un río trenzado. Durante el verano, el agua de deshielo de los glaciares domina la escorrentía y hace que el ría se vuelva turbio. Además, los glaciares retrasan el inicio de la escorrentía superficial en primavera/verano en comparación con las cuencas no glaciares.
En tiempos históricos, estos factores provocaron inundaciones ocasionales y extensos humedales de llanuras aluviales, que crearon hábitats diversos y complejos para peces y otros animales. Además, la desembocadura del río formaba un extenso estuario de marea poco profundo con sus humedales. El proceso de urbanización y un extenso sistema de control de inundaciones compuesto de presas, diques y alcantarillas han transformado radicalmente la mayor parte del río Puyallup y sus afluentes. El estuario en la desembocadura del río Puyallup está cubierto casi en su totalidad por las instalaciones del puerto Tacoma; sólo quedan menos del cinco por ciento de los hábitats estuarinos que antes habían.
En otoño se produce en el río la migración del salmón chinook. En el río también se encuentran salmones coho, keta y jorobados, junto con truchas arcoíris, las anádromas truchas costeras y las truchas toro, que están en peligro de extinción. Los salmones rojos se consideran nativos, pero es raro encontrarlos en la actualidad.

## Regulaciones fluviales

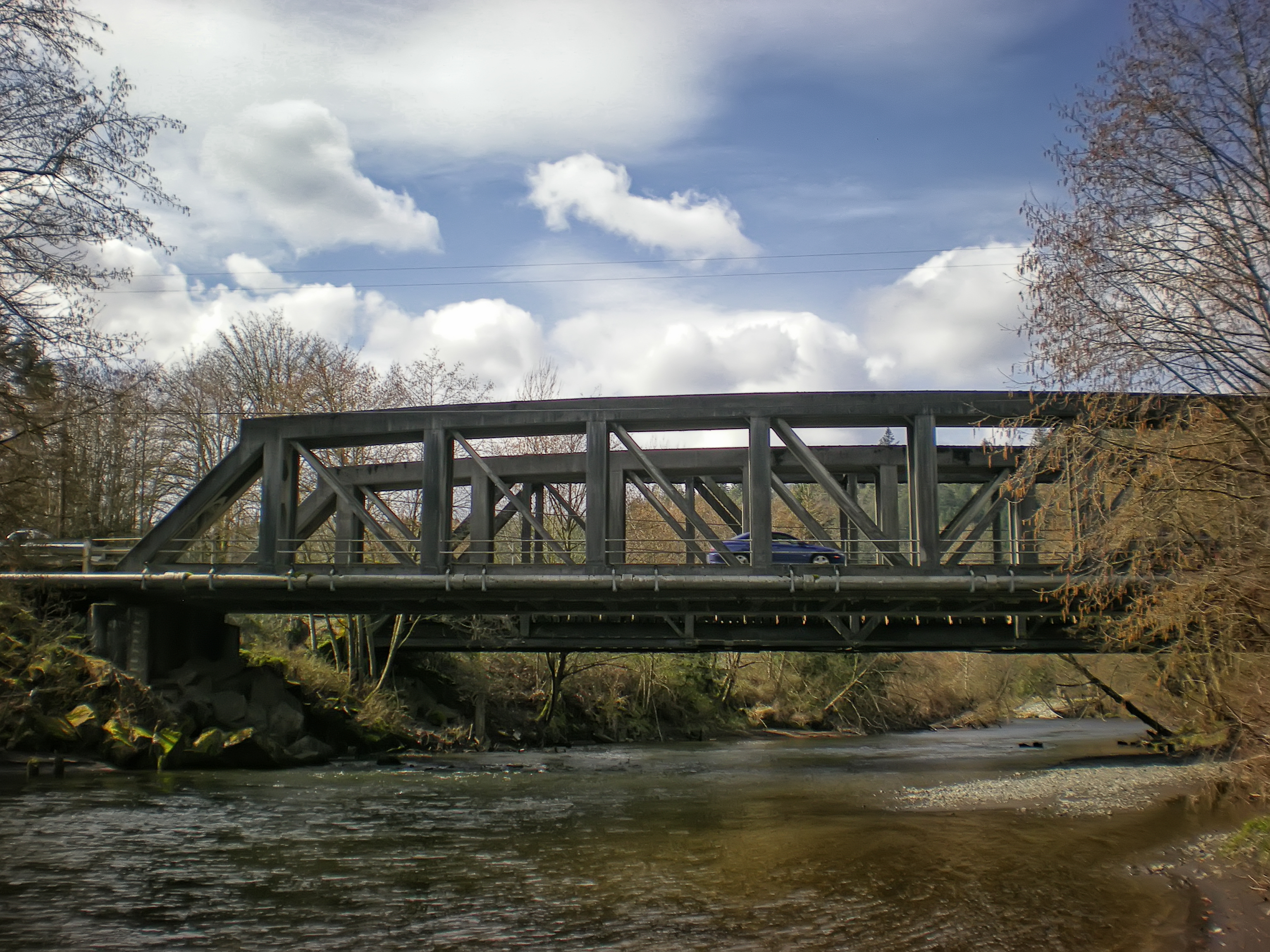
Puente sobre el río en McMillin

El río Puyallup y su principal afluente, el río White, fueron cambiados significativamente a través de regulaciones en el siglo XX. El río Puyallup fue enderezado entre Sumner y su desembocadura en Tacoma. En 1914, se construyó una presa de desvío de agua del río en el parque Game Farm para detener el flujo del río White desde su camino natural sobre el río Green en Auburn. Desde entonces, ha drenado a través del río Puyallup en lugar del río Green. Se construyeron defensas contra inundaciones a lo largo de muchos ríos de la cuenca; esto también incluye diques extensos. Se creó una instalación de almacenamiento de inundaciones, el lago Mud Mountain, en el río White mediante la construcción de la presa Mud Mountain. Como parte de los esfuerzos de protección contra inundaciones, los cursos y las orillas de los ríos se mantuvieron generalmente libres de escombros como bancos de grava, árboles grandes, troncos y otra madera muerta. Estos cambios han alterado radicalmente el carácter natural de los ríos. En general, las secciones transversales de los ríos se redujeron. El agua ahora llena casi toda la sección transversal entre las orillas en lugar de desembocar en meandros y humedales entrelazados como en el pasado.

## Historia
El río lleva el nombre de la tribu Puyallup, que vivía en toda la cuenca. Después del Tratado de Medicine Creek y la guerra del estrecho de Puget, se les asignó a los Puyallup una reserva en la parte baja del río Puyallup. El Tratado de Medicine Creek reconoció los derechos ancestrales de pesca en el río Puyallup. Esos derechos fueron ignorados durante décadas hasta que Bob Satiacum, un líder de los Puyallup, fue encarcelado en 1954 por pescar ilegalmente en el río. Su batalla legal duró años y sólo terminó en 1974 con la llamada decisión Boldt, que asignó la mitad de todos los derechos de pesca en Washington a las tribus indígenas en una disputa legal entre los Estados Unidos y el estado de Washington.
Los Puyallup todavía mantienen varios edificios e instalaciones en la reserva cerca de la desembocadura. Se ven afectados en muchos asuntos que afectan al río, tales como por ejemplo la cantidad de agua que es desviada en la presa Electron Diversion.
El primer europeo conocido que exploró el valle Río Puyallup fue William Fraser Tolmie, quien realizó un viaje a la zona del monte Rainier en agosto de 1833, aprovechando para ello los ríos Puyallup y Mowich. Dos guías indios acompañaron a Tolmie, Lachalet, un Nisqually, y Nuckalkat, un Puyallup.